# Libertas Polska
Libertas Polska (Libertas, LP) – polska prawicowa partia polityczna, istniejąca w latach 2009–2014. Była polskim „oddziałem” ogólnoeuropejskiego stowarzyszenia Libertas. Liderem Libertas Polska (podobnie jak wszystkich oddziałów krajowych) był irlandzki biznesmen Declan Ganley, który nie był formalnie prezesem partii. Wiceprezesami byli: były poseł LPR i były sekretarz stanu w kancelarii premiera Jarosława Kaczyńskiego – Daniel Pawłowiec oraz były poseł PiS i Prawicy Rzeczypospolitej – Artur Zawisza.

## Powstanie partii
Kongres inaugurujący powstanie ruchu w Polsce odbył się 1 lutego 2009. Ugrupowanie formalnie zostało zarejestrowane przez Sąd Okręgowy w Warszawie w ewidencji partii politycznych 24 lutego 2009, przez przekształcenie zarejestrowanej w 2007 przez działaczy Młodzieży Wszechpolskiej partii „Lewica i Demokraci”, która została powołana w celu stworzenia utrudnień dla centrolewicowej koalicji Lewica i Demokraci. 

## Współpraca międzynarodowa
Partia utrzymywała bliskie kontakty z prezydentem Czech Václavem Klausem oraz niektórymi politykami ze środowisk krytycznych wobec obecnego kształtu UE i jej nadmiernej biurokracji, m.in. z działaczami Libertas Francja Philippe'em de Villiersem i Frédérikiem Nihousem, a także Umbertem Bossim (Libertas Włochy), Nigelem Farage'em, Danielem Hannanem, Kathy Sinnott, Brianem Crowleyem i Jensem-Peterem Bonde (bliskim współpracownikiem Declana Ganleya), który gościł pod koniec lutego 2009 w Polsce na kongresie partii Naprzód Polsko (której kilku kandydatów startowało z list KW Libertas).

## Program polityczny
Przed wyborami do Parlamentu Europejskiego w 2009 głównym celem Libertas Polska było odrzucenie traktatu lizbońskiego i poparcie dla Europy ojczyzn. Ugrupowanie mówiło również o sprzeciwie wobec biurokratyzacji UE, którą jego działacze uważają za nadmierną, a także dyktatowi urzędników z Brukseli (często, zdaniem ugrupowania, w interesie Francji i Niemiec) oraz zbytniej integracji Unii kosztem państw narodowych. Partia przy szacunku dla decyzji większości obywateli społeczeństwa polskiego o przystąpieniu do struktur UE zaznaczała, że nasze członkostwo nie może opierać się na zasadach „uległości i ustępliwości”. Jego działacze wyrażali poparcie swobody, tj. podróżowanie, otwarcie rynków pracy, wolny handel itp. W Polsce Libertas sprzeciwiał się także wprowadzeniu waluty euro.
Stronnictwo optowało za reformą podręczników szkolnych z historii i wpisaniem do nich takich tematów, jak m.in. zbrodnia katyńska i ludobójstwo na Wołyniu. Partia stanowczo sprzeciwiała się powstaniu polsko-niemieckiego podręcznika do historii, gdyż w jej opinii istniało zbyt wiele różnic na tle historycznym dzielących oba narody.
Ugrupowanie opowiadało się za zmniejszeniem o połowę pensji posłów i senatorów i w związku z tym rozpoczęło akcję zbierania podpisów pod projektem takiej ustawy. 
Libertas postulował amnestię dla osób skazanych za nielegalne ściąganie plików z internetu.
W sferze obyczajowej i kulturowej partia opierała się na wartościach chrześcijańskich, upatrując w nich odpowiedź na wyzwania współczesnego świata.
Politycy związani z Libertas zapowiadali, że jeśli jej przedstawiciele dostaną się do PE, to podejmą rezolucję wzywającą Komisję Europejską do zmiany decyzji w sprawie polskich stoczni. Sprawa ta została wpisana do europejskiego programu stowarzyszenia Libertas.

## Struktura i działacze
Lider (nieformalny prezes ugrupowania):
- Declan Ganley

Wiceprezesi:
- Daniel Pawłowiec (były poseł LPR i były sekretarz stanu w Kancelarii Premiera)
- Artur Zawisza (były poseł PiS i Prawicy Rzeczypospolitej)

Do Libertas Polska przystąpił też m.in. były poseł Samoobrony RP (później polityk Partii Regionów) Andrzej Grzesik.
Do ugrupowania należał również eurodeputowany w latach 2004–2009 Sylwester Chruszcz (wybrany z listy LPR, członek grupy Unia na rzecz Europy Narodów) po wystąpieniu z Naprzód Polsko, jednak wkrótce opuścił partię.
Z listy Libertas do PE w 2009 kandydowali ówcześni parlamentarzyści: posłanka KP PiS Anna Sobecka, senator KP PiS Ryszard Bender oraz senator niezrzeszony (po opuszczeniu PO) Krzysztof Zaremba.
W Parlamencie Europejskim VI kadencji zasiadało dwóch eurodeputowanych, którzy w 2009 ubiegali się o reelekcję z list Libertas: Dariusz Grabowski (bezpartyjny) i Zdzisław Podkański (Stronnictwo „Piast”).

## Wybory do PE w 2009
W wyborach do Parlamentu Europejskiego pod szyldem Libertas startowali kandydaci kilku partii deklarujących podobną ideologię. Współpracę z Libertas Polska podjęły m.in. LPR, większość działaczy Naprzód Polsko, Stronnictwo „Piast”, Partia Regionów, ZChN i ONP-LP. Z partią współpracował także Artur Balazs (były minister rolnictwa, prezes SKL). Hasłem wyborczym partii było „Libertas znaczy wolność”.
1 maja ponad 100 przedstawicieli i sympatyków partii Libertas Polska wzięło udział w Rzymie w pierwszym europejskim kongresie stowarzyszenia Libertas, którego gościem honorowym w części „naukowej” był Lech Wałęsa. Powiedział on, że taka siła jak Libertas jest potrzebna w PE oraz wyraził uznanie dla intelektu i wielu pomysłów lidera ruchu Ganleya. Stwierdził jednak, że ma nieco inną wizję Europy i dlatego nie udzielił osobistego poparcia ruchowi, ale wezwał jego sympatyków do uczestnictwa w wyborach europejskich i głosowania wedle własnych przekonań. 14 maja także wziął udział w konferencji ruchu, w Madrycie.

### Komitet Wyborczy Libertas
Przed wyborami do Parlamentu Europejskiego w 2009 KW Libertas zarejestrował listy we wszystkich okręgach. Znaleźli się na nich głównie politycy Ligi Polskich Rodzin (m.in. Witold Bałażak, Stanisław Papież, Antoni Sosnowski, Piotr Ślusarczyk, Wojciech Wierzejski), a także Naprzód Polsko (m.in. Janusz Dobrosz, Dariusz Grabowski – przed wyborami usunięci z NP), Stronnictwa „Piast” (m.in. Zdzisław Podkański, Andrzej Ruciński, Władysław Żabiński), Partii Regionów (m.in. prezes partii Bolesław Borysiuk), Przymierza Narodu Polskiego (profesor Ryszard Kozłowski), parlamentarzyści PiS (Anna Sobecka, Ryszard Bender), były senator Platformy Obywatelskiej Krzysztof Zaremba, działacze partii Libertas Polska (m.in. Andrzej Grzesik, Daniel Pawłowiec, Artur Zawisza), czy też bezpartyjni Leszek Murzyn (były poseł LPR), Tomasz Sommer (red. naczelny „Najwyższego Czasu!”).

### Wyniki
Libertas zdobył 1,14%, nie przekraczając progu wyborczego i zajmując w wyborach 8. miejsce.
W skali europejskiej kampania Libertas, która kosztowała 30 mln €, zaowocowała zdobyciem jednego mandatu w Europarlamencie. Miejsca w PE nie uzyskał m.in. twórca ugrupowania Declan Ganley, który 9 czerwca 2009 oświadczył, że wycofuje się z polityki.

## Telewizja internetowa
W kwietniu 2009 partia uruchomiła własny kanał internetowy o nazwie Libertas.tv, gdzie można było znaleźć materiały filmowe dotyczące partii oraz obszerne relacje z Parlamentu Europejskiego. Najczęściej oglądanymi filmami były dwa materiały z debaty w Parlamencie Europejskim na temat przyjęcia traktatu lizbońskiego.

## Koniec działalności
Po nieudanych eurowyborach w 2009 ugrupowanie zaprzestało realnej działalności. Formalnie nadal istniejąc, składało sprawozdania finansowe do Państwowej Komisji Wyborczej (sygnowane jedynie przez Daniela Pawłowca jako wiceprezesa). Nie uczestniczyło jednak w żadnych wyborach. Ostatecznie 11 stycznia 2014 kongres podjął decyzję o samorozwiązaniu partii. Artur Zawisza był początkowo jednym z liderów powołanego w 2012 Ruchu Narodowego.